# Karl-Peter Hopfner
Karl-Peter Hopfner (* 1968) ist ein deutscher Zell- und Molekularbiologe.
Hopfner studierte Biologie an der Universität Regensburg und der Washington University in St. Louis. Er promovierte 1997, wurde an der TU München in Biochemie promoviert mit einer Dissertation, die er bei Robert Huber am Max-Planck-Institut für Biochemie (MPI) in Martinsried anfertigte. Als Post-Doktorand war er am MPI für Biochemie und von 1999 bis 2001 beim Scripps Research Institute in La Jolla. 2001 wurde er Professor an der Ludwig-Maximilians-Universität München (Genzentrum), ab 2007 als ordentlicher Professor. Von 2013 bis 2015 war er Dekan der Fakultät für Chemie und Pharmazie.
Er forschte über DNA-Reparatur und zelluläre Erkennung fremder oder geschädigter  Nukleinsäuren und der dabei beteiligten Multiproteinkomplexe. Insbesondere klärte er den Mechanismus der Reparatur von DNA-Doppelstrangbrüchen (die besonders gefährliche Schäden bewirken können) und die Funktion, die der MRN-Komplex Mre11-Rad50-Nbs1 (ein Komplex aus Mre11-Nuklease, Rad50-ATPase und dem Kontrollprotein Nbs1) dabei spielt, als Sensor für DNA-Schäden. Er aktiviert das Enzym ATM, das weitere Reparaturmechanismen in Gang setzt. Ist der MRN-Komplex defekt,  kommt es zu Erkrankungen wie dem Nijmegen-Breakage-Syndrom mit erhöhtem Risiko für verschiedene Krebsarten und Neurodegeneration. Die MRN-Komplexe bilden auch Ansatzpunkt für eine mögliche Krebstherapie.
Er trug auch zur Beantwortung der Frage bei, wie zelluläre Sensoren des angeborenen Immunsystems die Nukleinsäuren von Viren und Bakterien erkennen. Außerdem klärte er die Struktur eines Chromatin-Remodellers auf, eines Proteins, das Gene ver- und entpackt.
2010 wurde er EMBO-Mitglied und 2014 Mitglied der Leopoldina. 2017 erhielt er den Gottfried-Wilhelm-Leibniz-Preis. 2012 und 2018 erhielt er einen ERC Advanced Grant. 2015 wurde er auswärtiges wissenschaftliches Mitglied des Max-Planck-Instituts für Biochemie.